# Budapest Challenger 1999
Il Budapest Challenger 1999 è stato un torneo di tennis facente parte della categoria ATP Challenger Series nell'ambito dell'ATP Challenger Series 1999. Il torneo si è giocato a Budapest in Ungheria dal 13 al 18 settembre 1999 su campi in terra rossa.

## Vincitori

### Singolare
Stéphane Huet ha battuto in finale  Werner Eschauer con il punteggio di 6–3, 7–5

### Doppio
Harel Levy /  Noam Okun hanno battuto in finale  Daniel Fiala /  Leoš Friedl con il punteggio di 6–4, 4–6, 6–2